# Kotělnič
Kotělnič (rusky Котельнич) je město v Kirovské oblasti v Ruské federaci. Při sčítání lidu v roce 2010 mělo 24 979 obyvatel.

## Poloha
Kotělnič leží na východním břehu Vjatky, přítoku Kamy. Od Kirova, správního střediska celé oblasti, je vzdálen přibližně 124 kilometrů na jihozápad, od Moskvy, hlavního města federace, přibližně 850 kilometrů na severovýchod.